# Kaštel Gomilica
Kaštel Gomilica (olaszul: Castel Abbadessa) Kaštela városrésze, egykor a hét településből álló Kaštela község egyik, nyugatról a hatodik települése Horvátországban Split-Dalmácia megyében.

## Fekvése
Splittől légvonalban 5, közúton 14 km-re északnyugatra, Trogirtól 15 km-re északkeletre, Dalmácia középső részén, a Kaštelai-öbölben, Trogir és Split városa között fekszik. Fő forgalmi ütőere a ma Franjo Tuđman egykori horvát elnök nevét viselő régi kaštelai főút, mely tulajdonképpen a Marmont marsall idejében épített spliti főút egy szakasza.

## Története
A bencés rendet még Zvonimir király telepítette le Splitben, majd birtokokat adományozott nekik, köztük 1078-ban a Kaštelai mezőn fekvő birtokot. Itt építették fel a 12. században a román stílusú Szent Kozma és Damján templomot. A török veszély hatására 1529-ben a kis Gomilica-szigeten erőd építésébe kezdtek, melynek építése 1545-ben fejeződött be. Miután elkészült ide települtek át Gornja és Donja Kozica jobbágyai, akiknek falvait 1532-ben a török elpusztította. Kozica, Kozice vagy másként Opatičino Selo 1521-ben szerepel először írott forrásban egy szőlőhegy adásvétele kapcsán. A szőlőhegy fekvése alapján megállapítható, hogy a település határa egészen a tengerpartig nyúlott le. A spliti bencések vára elsősorban birtokaik és jobbágyaik védelmét szolgálta és a korabeli dokumentumok Opatičin kaštel (Castel Abbadessa) néven említik, de a nép arra a helyre utalva ahol építették csak Gomilicának hívta. A szomszédos sziklazátonyra a Butković család építette fel saját várát. Ezt a szárazfölddel négylyukú kőhíd és felvonóhíd kötötte össze. A török veszély megszűnése után a várak elveszítették védelmi jelentőségüket. 1797-ben a Velencei Köztársaság megszűnésével a település a Habsburg Birodalom része lett. 1806-ban Napóleon csapatai foglalták el és 1813-ig francia uralom alatt állt. A francia uralom idejére esik a Trogirt Kaštelán keresztül Split városával összekötő főút építése. Napóleon bukása után ismét Habsburg uralom következett, mely az első világháború végéig tartott. A városnak 1857-ben 404, 1910-ben 609 lakosa volt. Az I. világháború után rövid ideig az Olasz Királyság, ezután a Szerb-Horvát-Szlovén Királyság, majd Jugoszlávia része lett. A második világháború idején olasz csapatok szállták meg. A háború után a szocialista Jugoszlávia része lett. Fejlődött az ipar és a mezőgazdaság, mely sok betelepülőt vonzott. 1986-ban megalakult Kaštela község, majd a független horvát állam létrejötte után Kaštela városi rangot kapott és Kaštel Gomilica önálló településből a város része lett. Lakossága 2011-ben 4881 fő volt.

## Lakosság

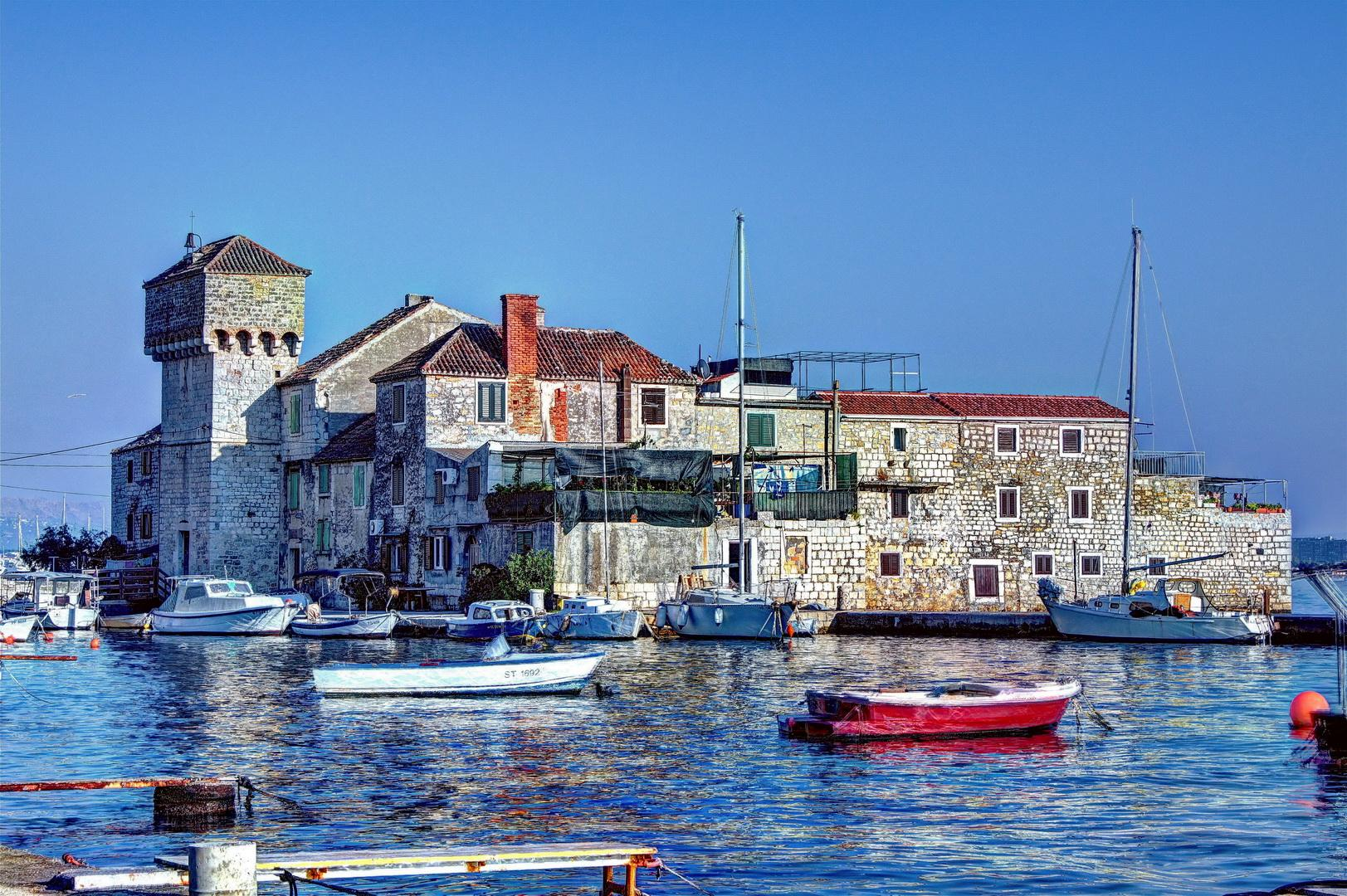
Kaštilac vára

| Lakosság változása | Lakosság változása | Lakosság változása | Lakosság változása | Lakosság változása | Lakosság változása | Lakosság változása | Lakosság változása | Lakosság változása | Lakosság változása | Lakosság változása | Lakosság változása | Lakosság változása | Lakosság változása | Lakosság változása | Lakosság változása |
| ------------------ | ------------------ | ------------------ | ------------------ | ------------------ | ------------------ | ------------------ | ------------------ | ------------------ | ------------------ | ------------------ | ------------------ | ------------------ | ------------------ | ------------------ | ------------------ |
| 1857               | 1869               | 1880               | 1890               | 1900               | 1910               | 1921               | 1931               | 1948               | 1953               | 1961               | 1971               | 1981               | 1991               | 2001               | 2011               |
| 404                | 437                | 462                | 471                | 565                | 609                | 609                | 638                | 621                | 1.209              | 1.607              | 2.315              | 3.010              | 3.678              | 4.075              | 4.881              |

## Nevezetességei
- Kaštel Gomilica település legfontosabb műemléke Kaštilac vára,[4] melyet a spliti bencések építettek birtokaik védelmére a 16. század első felében. Kapuját kőhíd kötötte össze a szárazfölddel, melyet egy három emelet magas, erős torony védett. A híd a várkapu előtti felvonóhídhoz vezetett. A vár falai egy 40-szer 40 méteres területet kerítettek körbe. A déli oldalán egy tengeri bejárat is volt, ahol a hajók köthettek ki.  A vár a 17. század végén a török veszély megszűnésével elveszítette védelmi funkcióját. A ma is szinte teljes épségben álló vár talán a legszebb fekvésű a kaštelai várak közül, a Horvátországot reklámozó fotósok egyik kedvenc témája. 2003-2004-ben alapjait megerősítették és falai között tervben volt egy tengerészeti múzeum elhelyezése.
- A Kaštilac-erőd déli fala mentén található az apáti ház,[5] amelyet 1545-ben alapítottak a Szent Benedek rend apácái. Eredetileg egyszintes ház volt, amely kocsmaként szolgált. 1726 és 1753 között egy egyemeletes barokk épületté építették át, amely a mai napig megőrizte az átépítés utáni formáját. A szabálytalan a T alaprajzú épületet a 20. század második felében olajmalomnak használták.
- Szent Jeromos tiszteletére szentelt régi plébániatemploma[6] 1600 körül épült a régi település falain kívül. 1731-ben a helyén épült fel a ma is látható templom, mely tényt a főbejárat feletti felirat rögzíti. Egyhajós épület négyszögletes apszissal. Homlokzatán rózsaablak látható, felül a harangtornyon három ablak van. A hajó minden oldalán három ovális barokk ablak látható, míg a szentélyben csak egy. Körülötte egykor temető volt. Mióta 1914-ben felépítették az új plébániatemplomot itt már nem tartottak több istentiszteletet, oltárait is az új templomba vitték át.
- Az új Szent Jeromos plébániatemplom[7] 1914-ben épült nagyméretű hajóval és kis kápolnákkal. A tágas szentély mellett nyugatról emelkedik a harangtorony, míg keletről a sekrestye található. A barokk főoltárt eltérő színű márvány oszlopok díszítik. A nyugati oldalon található Szent Benedek oltáron Sebastiano Ricci velencei rokokó festő tanítványának a képe látható. A Szent Kereszt oltáron egy nagyhatású fából faragott kereszt látható, melyet F. Bakotić ferences atya faragott a 18. században. A templomot 1990-ben megújították.
- Szent Kozma és Damján vértanúk tiszteletére szentelt temploma[8] a 12. században épült román stílusban. Előtte néhány ókeresztény szarkofág töredéke található. 1495-ben még a középkori Kozic falu plébániatemploma volt. A templomnak egy román stílusú ívelt bejárata van. A déli fal nyugati részén levő ablak a templom első átépítésének idejéből származik, mivel nyilvánvalóan gótikus stílusú. A templom északi oldalán egy a templomhoz hasonlóan romboid alaprajzú épület alapfalait tárták fel, mely a templommal összefüggésben épülhetett. A templom előtt egy hétszáz éves tölgyfa áll, mely 1996 óta természetvédelem alatt áll.

## Fordítás
- Ez a szócikk részben vagy egészben  a   Kaštela című horvát Wikipédia-szócikk ezen változatának fordításán alapul.  Az eredeti cikk szerkesztőit annak laptörténete sorolja fel. Ez a jelzés csupán a megfogalmazás eredetét és a szerzői jogokat jelzi, nem szolgál a cikkben szereplő információk forrásmegjelöléseként.
- Ez a szócikk részben vagy egészben  a   Kaštel Gomilica című horvát Wikipédia-szócikk ezen változatának fordításán alapul.  Az eredeti cikk szerkesztőit annak laptörténete sorolja fel. Ez a jelzés csupán a megfogalmazás eredetét és a szerzői jogokat jelzi, nem szolgál a cikkben szereplő információk forrásmegjelöléseként.